# Дніпро (футбольний клуб, Київ)
Футбольний клуб «Дніпро» (Київ) або просто «Дніпро» — аматорський український футбольний клуб з міста Київ.

## Хронолонія назв
- 19?? — «Дніпро» (Київ)
- 2002 — «Дніпро-Євробіс» (Київ)

## Історія
Футбольний клуб «Дніпро» було засновано в Києві. З моменту свого заснування команда виступала в регіональних футбольних змаганнях. У сезоні 1997/98 років клуб дебютував у всеукраїнських футбольних змаганнях, в аматорському чемпіонаті України, де столична команда потрапила до групи 2. На груповому етапі суперниками «Дніпра» були «Зоря» (Хоростків), «Рефрижератор» (Фастів), УФЕІ (Ірпінь), «Хімік» (Рівне), КХП (Черняхів), «Волинь-2» (Луцьк) та «Колос-Текстильник» (Дунаївці). Дебют виявився досить вдалим. У своїй групі кияни зіграли 14 матчів: 8 перемог, 3 — нічиї та 3 поразки. Таким чином, команда набрала 27 очок та посіла підсумкове 2-е місце в групі («Дніпро» на 6 очок випередила «Зоря» (Хоростків)). Такий результат дозволив киянам вийти до наступного раунду, де вони потрапили до Групи «Б». На цій стадії суперниками «Дніпра» були «Енергетик» (Бурштин), Шахтар (Горлівка) та «Харчовик» (Попівка). На цій стадії команда виступила невдало, в 3-х матчах не набрала жодного очка й посіла останнє 4-е місце в групі (7-ме підсумкове в чемпіонаті). У сезонах 1998/99, 1999 та 2000 років команда виступала досить невпевнено, в жодному з цих сезонів не зуміла вийти до фінальної частини аматорського чемпіонату. Не зуміли кияни вийти до фінального етапу чемпіонату України сезону 2000 року, незважаючи на те, що їм вдалося подолати перший етап (посіли 3-тє підсумкове місце в своїй групі). Напередодні початку сезону 2002 року київська команда змінила назву на «Дніпро-Євробіс» (Київ), але в чемпіонаті, як і минулого сезону, не зуміла вийти до другого етапу. У 2003 році «Дніпро» знову не зумів подолати перший етап чемпіонатута посів у своїй гупі 3-тє місце. Після цього виступав у міських футбольних змаганням, де найвищим досягненням клубу стала перемога в кубку Києва 2004.
У сезонах 2000, 2001 та 2003 років «Дніпро» виступав в аматорському кубку України. Найкраще в цьому турнірі команда виступила в сезоні 2000 року, де дійшла до 1/2 фіналу, в якому поступилася за сумою двох матчів ФК «Лужани» (0:1). На шляху до півфіналу «Дніпро» обіграв «Борисфен-2» та ФК «Бердичів». У 2001 та 2003 роках команда виступала в цьому турнірі не так вдало (1/4 фіналу та 1/8 фіналу відповідно).

## Досягнення
- Аматорський чемпіонат України
  - 7-ме місце (1): 1997/98

- Аматорський кубок України
  - 1/2 фіналу (1): 2000

- Кубок Києва
  -  Володар (1): 2004

## Відомі гравці
До списку потрапили гравці, які мають досвід виступів у вищих дивізіонах національних чемпіонатів
- / Юрій Бакалов
- / Олександр Ігнатьєв
- / Ігор Кабанець
- / Олег Надуда
- / Валерій Паламарчук
- / Сергій Процюк
- / Сергій Соботюк
- / Ігор Таран
- Петро Басараб
- Олексій Дерипапа
- Едуард Єропкін
- Максим Зайцев
- Владислав Лисенко
- Сергій Майборода
- Юрій Максименко
- Павло Нестерчук
- Віталій Павленко
- Костянтин Панасюк
- Олександр Приходько
- / Сергій Солдатов
- Артур Теодорович
- Олег Томашевський
- Олег Хвоя
- Дмитро Чумак
- Олег Шехватов
- Євген Щербина
- Руслан Ярош
- Володимир Ярощук

## Відомі тренери
- Павло Кікоть